# كريس بريان
كريس بريان (بالإنجليزية: Chris Bryan)‏ هو لاعب كرة قدم أسترالية أمريكي، ولد في 6 مارس 1982.

## وصلات خارجية
- كريس بريان على موقع مرجع كرة القدم المحترفة.كوم (الإنجليزية)
- كريس بريان على موقع AustralianFootball.com (الإنجليزية)
- كريس بريان على موقع AFLtables.com (الإنجليزية)